# Hydrophis schistosus
Espèce
Synonymes
- Hydrophis schistosa Daudin, 1803
- Enhydrina schistosa (Daudin, 1803)
- Hydrus valakadyn Boie, 1827
- Disteira russelii Fitzinger, 1827
- Polyodontes annulatus Lesson, 1834
- Hydrophis subfasciata Gray, 1842
- Hydrophis bengalensis Gray, 1842
- Thalassophis werneri Schmidt, 1852

Statut de conservation UICN

 LC  : Préoccupation mineure
Hydrophis schistosus ou serpent de mer à bec est une espèce de serpents marins de la famille des Elapidae.

## Répartition
Cette espèce marine se rencontre :
- dans l'océan Indien autour de Madagascar et des Seychelles, dans le golfe Persique, dans la mer d'Arabie, dans le golfe du Bengale et la mer d'Andaman ;
- dans l'océan Pacifique occidental dans les eaux du Viêt Nam, de la Thaïlande, de la Malaisie, de l'Indonésie, de la Papouasie-Nouvelle-Guinée et de l'Australie.

## Description
Ce serpent marin est vivipare et venimeux.
Sa taille totale atteint 1,5 à 3 m de long.
Sa robe varie de bleu-gris à gris-noir. Ce serpent de mer possède une queue aplatie.
Il est ichtyophage.
En 2019, deux de ces reptiles aquatiques ont été photographiés à 245 et 239 mètres de profondeur .

## Venin
Son venin avec une dose létale médiane de 0,112 5 mg/kg mesurée chez la souris fait de ce serpent l'un des plus venimeux. Cependant, plutôt craintif, il préfère fuir plutôt que d'attaquer.

## Publication originale
- Daudin, 1803 : Histoire Naturelle, Générale et Particulière des Reptiles; ouvrage faisant suit à l'Histoire naturelle générale et particulière, composée par Leclerc de Buffon; et rédigee par C.S. Sonnini, membre de plusieurs sociétés savantes, vol. 7, F. Dufart, Paris, p. 1-436 (texte intégral).